# 永田颯太郎
永田颯太郎 （日语：／，2000年10月11日—）是日本愛知縣東海市出身的職業棒球選手，司職內野手，效力於日本職棒東北樂天金鷲。

## 經歷

### 早期
小學一年級的時候，永田即開始打棒球，並在中学時代進入東海市立名和中学校。高中進入菊華高等学校，不過三年來都沒有打進甲子園。大學先是進入名古屋産業大学，隨即選擇來到台灣進入国立台湾体育運動大学，成為日本為數不多來台留學的棒球選手。
2022年在日本職棒選秀中獲得樂天金鷲育成第4指名，成為日職開辦選秀57年來、首度有台灣學校所屬球員上榜。最終以簽約金300萬日圓、年薪250萬日圓與東北樂天簽約。

### 樂天時代
2023年、2024年，永田都在二軍度過。

## 永田條款
永田條款是指外國籍球員能以選秀方式進入中職的方法及規章。在中華職棒聯盟規章規定：「凡在台灣國、高中在學累積超過三年以上，或連續就讀大學超過四年，或在台居住超過五年且在業餘成棒球隊效力超過三年即可視為本土球員參加選秀」，也常被稱為「永田條款」，其得名於日本球員永田颯太郎。
在日本職棒已有所謂的永田條款已久，包括林威助、陽岱鋼、蕭一傑、張奕、吳念庭、李杜軒等台灣球員都因為在日本長期留學而取得本土球員資格，而非洋將身分加入日本職棒，不過中華職棒在2022年才制定相關規定。
永田颯太郎於2019年來台加入國立臺灣體育運動大學棒球隊，並成為台灣大專球員層級中的頂尖內野手，受到台灣球探關注，也引發球迷熱烈討論是否有加盟中華職棒的可能。2021年年底中華職棒領隊會議修改選秀規章，開一條路給像永田颯太郎的選手可以透過選秀加盟中職，不過永田因獲得日本職棒東北樂天的育成指名，反而沒有成為該條款的第一位受益者。
2024年的中華職棒選秀會，高塩將樹獲得統一7-ELEVEn獅指名並完成簽約，成為永田條款訂立後首位獲得中職球團指名的外籍球員。

## 背號
- 131（2023年 - ）